# Dryadorchis dasystele
Dryadorchis dasystele är en orkidéart som beskrevs av André Schuiteman och De Vogel. Dryadorchis dasystele ingår i släktet Dryadorchis och familjen orkidéer.
Artens utbredningsområde är Papua Nya Guinea. Inga underarter finns listade i Catalogue of Life.